# Cantone di Bernaville
Il Cantone di Bernaville era una divisione amministrativa dell'arrondissement di Amiens.
È stato soppresso a seguito della riforma complessiva dei cantoni del 2014, che è entrata in vigore con le elezioni dipartimentali del 2015.
Comprendeva i comuni di:
- Agenville
- Autheux
- Barly
- Béalcourt
- Beaumetz
- Bernâtre
- Bernaville
- Boisbergues
- Candas
- Domesmont
- Épécamps
- Fienvillers
- Frohen-sur-Authie
- Gorges
- Heuzecourt
- Maizicourt
- Le Meillard
- Mézerolles
- Montigny-les-Jongleurs
- Occoches
- Outrebois
- Prouville
- Remaisnil
- Saint-Acheul